# Arrest Tante Bertha
Het arrest Streefland/Van der Graaf (HR 3 januari 1964, NJ 1965/16) beter bekend als Tante Bertha, is een arrest van de Nederlandse Hoge Raad dat betrekking heeft op samenloop van wanprestatie tussen twee partijen en –daarmee samenhangend– onrechtmatige daad door een derde.

## Samenvatting
Tante Bertha heeft haar huis en de bijbehorende grond tweemaal verkocht, en daarna geleverd aan de tweede koper. De Hoge Raad oordeelt, dat het handelen van de tweede koper op zich niet onrechtmatig hoeft te zijn jegens de eerste koper. Maar in combinatie met de omstandigheden van het geval kán zulks wel onrechtmatig zijn. In casu heeft neef Hendrik onrechtmatig gehandeld –dat wil zeggen: in strijd met de zorgvuldigheid die in het maatschappelijk verkeer betaamt– jegens de weduwe van zijn broer.

## Casus
In 1949 heeft tante Bertha haar huis in Lekkerkerk met tuin, erf en boomgaard verkocht aan neef Adri met de bepaling, dat betaling en transport zou plaatsvinden vóór of op 1 januari 1970, terwijl de koper bij eerder overlijden van tante Bertha het recht heeft de transactie meteen af te wikkelen. De voorlopige koopakte is bij de notaris opgemaakt, de erven van beide partijen zijn ook aan de overeenkomst gebonden. Als de neef in 1955 overlijdt, worden de rechten en plichten van de onderhavige koopovereenkomst bij notariële akte van scheiding toebedeeld aan de weduwe.
Tante Bertha verkoopt het huis met tuin, erf en een deel van de boomgaard in 1960 aan neef Hendrik (de broer van Adri), die het vermogen van tante Bertha beheert. Later wordt de rest van de boomgaard ook aan Hendrik verkocht. Tante Bertha is in 1962 overleden, tijdens het hoger beroep van dit geding.

## Rechtsvraag
Tante Bertha pleegt wanprestatie jegens de weduwe van Adri.

Handelt Hendrik onrechtmatig jegens zijn schoonzus? (Ja.)

## Procesgang
De weduwe van Adri (Van der Graaf) heeft een vordering ingesteld tegen Hendrik (Streefland). Ze eist levering van het onroerend goed onder dwangsom, tegen betaling van een bepaalde koopsom. Deze vordering is door de rechtbank toegewezen. Dit vonnis is in hoger beroep door het hof bekrachtigd. Het cassatieberoep is verworpen.

### Rechtbank en hof
De rechtbank heeft beslist:

dat [Hendrik] door te handelen als hij deed, namelijk door mede te werken aan de contractbreuk door [tante Bertha] en daarvan te profiteren, door ondanks het eerder recht van [de weduwe van Adri] zich het onroerend goed in eigendom te laten overdragen, gehandeld heeft tegen de zorgvuldigheid, welke in het maatschappelijk verkeer betaamt tegenover een ander in casu tegenover [de weduwe van Adri];

Het hof overwoog:

[1] dat [Hendrik] zijn eerste grief richt tegen de verwerping van de rechtbank van zijn verweer dat hij, ook al zou hij voorkennis omtrent de eerdere koopovereenkomst hebben gehad, geen onrechtmatige daad heeft gepleegd;

[2] dienaangaand, dat [Hendrik] — door zonder toestemming van [de weduwe van Adri] het onderhavige onroerende goed te kopen van en zich te laten overdragen door zijn tante [Bertha], zulks terwijl hij wist dat [tante Bertha], die bejaard was en voor wie hij het beheer voerde, dit onroerende goed tevoren had verkocht aan zijn broer [Adri] (...) en terwijl [diens weduwe] op het goed een noodwoning had gebouwd, waarin zij met haar zoon woonde, welk een en ander uiteraard aan [Hendrik] bekend was — heeft gehandeld in strijd met de zorgvuldigheid welke hem in het maatschappelijk verkeer jegens [de weduwe] betaamde, (...)

### Hoge Raad

#### Eerste middel
Als een onroerend goed tweemaal is verkocht en aan de tweede koper wordt geleverd, dan is het handelen van de tweede koper op zich niet onrechtmatig jegens de eerste koper. Maar in combinatie met de omstandigheden van het geval kán zulks wel onrechtmatig zijn. In het arrest volgt de Hoge Raad de redenering,
- dat de handelwijze van Hendrik een onrechtmatige daad kán opleveren jegens de weduwe van Adri;
- dat het hof een aantal omstandigheden van het geval in aanmerking heeft genomen en in onderlinge samenhang heeft gewaardeerd;
- dat het hof op basis hiervan terecht heeft beslist dat de handelwijze van Hendrik in strijd is met de zorgvuldigheidsnorm van 1401 BW.

Dienaangaand overwoog de Hoge Raad:

[*] dat zulk een handelwijze echter, ook afgezien van de vraag of de tweede verkoop met daarop volgende levering op zichzelf reeds wanprestatie van den verkoper jegens den eersten koper vormt, onder omstandigheden als een door den tweede koper jegens den eersten koper gepleegde onrechtmatige daad kan worden beschouwd;

[*] (...);

[*] dat het Hof, uitgaande van [zijn waardering van de] omstandigheden van het geval, terecht heeft beslist dat het (...) handelen van [Hendrik] in strijd was met de zorgvuldigheid die hem jegens [de weduwe] betaamde;

Hierbij heeft de Hoge Raad een aantal omstandigheden genoemd. De Hoge Raad overwoog:

dat (...) het Hof genoemde omstandigheden blijkbaar aldus heeft gewaardeerd dat [Hendrik], (...),

[*] [als beheerder van het vermogen van zijn bejaarde tante,]

[*] ten eigen bate gebruik maakte van de bijzondere verhouding, waarin hij zich tegenover zijn bejaarde tante (...) bevond,

[*] zulks terwijl hij wist dat die tante op grond van een tevoren met zijn broer (...) gesloten [koop]overeenkomst verplicht was dat onroerende goed te zijner tijd aan [de weduwe van Adri] te leveren

[*] en dit onroerende goed voor (...) zijn schoonzuster van grote betekenis was

[*] omdat zij, kennelijk vertrouwende op de uitvoering van die overeenkomst, op dat onroerende goed reeds een noodwoning had doen bouwen, waarin zij met haar zoon woonde;

Overigens heeft het hof de volgende omstandigheden expliciet genoemd (r.o. 2):

[*] terwijl hij wist dat zijn tante (...) dit onroerende goed tevoren had verkocht aan zijn broer,

[*] terwijl [diens weduwe] op het goed een noodwoning had gebouwd, waarin zij met haar zoon woonde,

[*] welk een en ander uiteraard aan [Hendrik] bekend was,

[*] [een tante, die bejaard was en voor wie hij het beheer voerde,]

#### Tweede middel
Het tweede cassatiemiddel maakt bezwaar tegen de veroordeling tot leveren van het onroerend goed –dat wil zeggen inschrijven van een notariële akte bij het Kadaster– in plaats van een financiële schadevergoeding. Ook wordt een probleem gesignaleerd, omdat tante Bertha intussen is overleden. Dit alles wordt door de Hoge Raad met weinig woorden van tafel geveegd, maar intussen was de advocaat-generaal tot de conclusie gekomen dat het geding zou moeten worden terugverwezen naar het hof.

## Tot besluit
Dit arrest neemt een belangrijke plaats in, in een reeks van arresten inzake samenloop van wanprestatie tussen twee partijen en –daarmee samenhangend– onrechtmatige daad door een derde. Het optreden van de buitenstaander veroorzaakt de wanprestatie.

De vordering tot levering vindt navolging in het arrest Pos/Van den Bosch.